# Headstrong (singel Trapt)
Headstrong – debiutancki singiel grupy Trapt z ich debiutanckiego albumu o tym samym tytule. Uzyskał 1. miejsce na liście Billboard Mainstream Rock (1 tydzień, 26 czerwca 2003) oraz Modern Rock (5 tygodni, 31 maja 2003). 
Utwór „Headstrong” został oceniony jako nr 1 wśród utworów alternatywnych i nr 8 wśród utworów rockowych dekady lat 2000. 

## Lista utworów
1. „Headstrong” - 4:46
2. „Promise” - 3:49
3. „Hollowman” - 5:03